# Перісад III
Перісад III (дав.-гр. Παιρισάδης Γ'; дата народження невідома, помер близько 170/160 р. до н. е.) — боспорський цар, можливо племінник Спартока V. Правив з 180 до н. е. до смерті, разом з дружиною Камасарією Філотекною, дочкою Спартока V.
Після його смерті влада перейшла до його сина Перісада IV.